# Кан-Калик, Виктор Абрамович
Ви́ктор Абра́мович Кан-Кали́к (29 августа 1946 — 16 декабря 1991) — советский педагог, профессор, доктор педагогических наук, ректор Чечено-Ингушского государственного университета в 1990—1991 годах. Похищен в 1991 году в Грозном, погиб от рук неустановленных лиц.

## Биография
В 1971 году защитил кандидатскую диссертацию «Интерес к революционной героике в искусстве как фактор нравственного развития старшеклассников», в 1987 году — докторскую диссертацию «Педагогическая деятельность как творческий процесс: эмоционально-коммуникативные аспекты педагогического творчества». Создатель направления «педагогическое общение» в российской дидактике.
В. А. Кан-Калик был назначен ректором ЧИГУ им. Л. Н. Толстого в 1990 году. Академик РАО А. В. Петровский, называя в своих мемуарах назначение Кан-Калика «неожиданным», писал, что «по всей вероятности, это было связано с межнациональными отношениями в республике. Предполагали, что чеченцы не хотели видеть в ректорском кресле ингуша, а ингуши — чеченца. Предпочтительнее оказался горский еврей».
Новый ректор ввёл на всех факультетах изучение чеченского и ингушского языков, в университете был создан медицинский факультет, приглашены на работу профессора из Сибири, Урала, городов центра России, Казахской ССР (Целиноград). Кроме того, был усилен контроль за оцениванием на вступительных экзаменах, что разрушило устоявшуюся коррупционную схему.
Последнее, предположительно, и послужило причиной тому, что угроза жизни ректора возникла практически сразу после его избрания: в его кабинете неизвестными была разлита ртуть, после чего у ректора открылась гипертония и ухудшилось зрение. Затем в кабинет Кан-Калика пытались подбросить деньги и обвинить ректора в получении взятки. Против профессора была опубликована обличительная статья в газете «Советская культура», не принесшая сколько-нибудь значимого результата: несмотря на тяжёлое время в республике, В. А. Кан-Калик, будучи демократичным руководителем, пользовался поддержкой студенчества.
Угроза жизни вынудила В. А. Кан-Калика предпринять шаги к переходу на новую работу в Москву, однако вечером 11 ноября 1991 года ректор был похищен неизвестными. Виктор Абрамович Кан-Калик и проректор Абдул-Хамид Бислиев вместе выходили из здания университета, когда группа вооружённых людей силой усадила ректора в автомобиль «Волга». Бислиев, пытавшийся помешать похитителям, был смертельно ранен автоматной очередью. Свою версию обстоятельств гибели Кан-Калика излагал М. Темишев.
Тело Виктора Абрамовича, подвергнутого пыткам, было обнаружено летом 1992 года захороненным в Грозненском районе. Похоронен в Москве на Востряковском кладбище.

## Память
- В январе 2013 года одной из улиц Грозного (бывшей улица Субботников) было присвоено имя Кан-Калика. Позднее на этой улице началось строительство синагоги[5][6].

## Основные работы
- Кан-Калик В. А. Педагогическая деятельность как творческий процесс. — М.: НИИВШ, 1977. 64 с.
- Кан-Калик В. А. Семейная педагогика. — Грозный: Чечено-Ингушское книжное издательство, 1984. — 71 с. — 3000 экз.
- Кан-Калик В. А. Право вести за собой: о комсомольцах 80-х гг. — М.: Молодая гвардия, 1987. 189 с.
- Кан-Калик В. А. Учителю о педагогическом общении. — М.: Просвещение, 1987. 190 с.
- Кан-Калик В. А., Хазан В. И. Психолого-педагогические основы преподавания литературы в школе (Учеб. пособие для пед. ин-тов). — М.: Просвещение, 1988. — 256 с. — ISBN 5-09-000768-3.
- Кан-Калик В. А., Никандров Н. Д. Педагогическое творчество. — М.: Педагогика, 1990. — 144 с. — ISBN 5-7155-0293-4.
- Кан-Калик В. А. Грамматика общения. — М.: Роспедагентство, 1995. — 108 с. — ISBN 5-86825-005-2.